# Бойко Сергій Юлійович
Бойко Сергій Юлійович (* 1 січня 1970) — власник та директор Незалежної рейтингової агенції "Big Data UA", в минулому президент та голова правління, групи компаній Воля-кабель, та голова правління Інтернет асоціації України., правознавець, кандидат юридичних наук.

## Освіта
- Навчався на машинобудівному факультеті Київського Політехнічного інституту.[3]
- У 1995 році закінчив Українську державну академію імені Ярослава Мудрого за спеціальністю правознавство.[3]
- у 2020 році присвоєно наукову ступень кандидата юридичних наук
- з 2023 року обіймає посаду доценту на кафедрі Теорії держава та права та Конституційного права  МАУП[4]
- Має сертифікат професійного торговця цінними паперами, виданий НКЦПФР.

## Кар'єра
- З 1993 — працював в юридичній компанії, спершу помічником юриста, надалі юристом та керівником юридичного відділу компанії.
- В 1995 році започаткував власну справу.[яку?]
- З 1996 року почав працювати керівником юр.відділу та головним юрисконсультом в компанії з американськими інвестиціями SigmaBleyzer.
- З 1998 року член ради директорів компанії SigmaBleyzer.
- Протягом 1998—2002 років- член Спостережних рад на портфельних підприємствах інвестиційної компанії SigmaBleyzer: ВАТ Севастопольський морський завод, ВАТ Мелітопольський завод тракторних гідроагрегатів, ВАТ Запорізький м'ясокомбінат, ВАТ Кондиціонер (м Харків), ВАТ Бердянські жниварки (кол. «Першотравневий завод сільгоспмашин»), ВАТ Донецький м'ясокомбінат, ВАТ "Херсонські комбайни" .
- З 2002 року з моменту утворення компанії Воля і до вересня 2016 року — її президент. Впродовж кількох років (з 2002 по 2010) був також Головним виконавчим директором та головою правління компанії[5].
- У квітні 2012 року обраний головою правління Інтернет-асоціації України[6].
- У вересні 2016 року почав власний проект з надання консалтингових послуг та послуг з підвищення ефективності діяльності підприємств у галузі телеком та медіа.
- З лютого 2017 року — Директор власної компанії " Незалежна рейтингова агенція "Біг Дата ЮЕЙ" (Big Data UA), яка займається дослідженнями глядацької аудиторії телеканалів, абонентської бази провайдерів платного телебачення України. Має складну структуру власності, приховану у численних офшорах.
- У серпні 2017 року став власником контрольного пакету ТОВ "Корисне ТБ", що виробляє два телеканали ("Дача" та "Epoque")[7].

## Суспільна діяльність
- З 1998 року по 2000 рік був щорічно обраним до складу Правового Комітету ПФТС.
- З 23 квітня 2012 року на XIV з'їзді Інтернет асоціації України був обраний головою правління асоціації, у 2013 році на чергових виборах Правління -зняв свою кандидатуру.[2]
- З 2013 — член Ради Асоціації «Телекомунікаційна палата України».
- З травня 2016 року — Голова Дисциплінарного комітету цієї асоціації.
- З грудня 2018 — член Громадської ради при Національна рада України з питань телебачення і радіомовлення[8].

## Науковий ступінь
- Кандидат юридичних наук (2020)[9]

## Нагороди
- Заслужений працівник сфери послуг України (2015)[10]